# Ламтюгина, Елена Владимировна
Елена Владимировна Ламтюгина (18 марта 1976) — российская футболистка, защитник. Мастер спорта России (2003).

## Биография
В сезонах 2002 и 2003 в составе воронежской «Энергии» становилась победителем чемпионата России. В 2003 году дебютировала в Кубке УЕФА. Кроме того, вместе с командой доходила до финала Кубка России в 2003 году, где «Энергия» уступила тольяттинской «Ладе». В сезоне 2004/05 выступая в еврокубках стала автором гола в ворота литовского «Гинтра Университетас» (11:0). «Энергия» в том сезоне сумела дойти до 1/4 финала, где уступила немецкому клубу «Турбине» по сумме двух матчей. В 2004 году вместе с командой стала бронзовым призёром российского чемпионата, после чего покинула воронежский клуб.
В сезонах 2005 и 2006 являлась игроком тольяттинской «Лады». В составе «Лады» завоёвывала серебро российского первенства. В 2007 году присоединилась к СКА-Ростов-на-Дону. 2008 год завершился для команды бронзовыми наградами турнира, после чего СКА был расформирован. В следующем сезоне вновь стала игроком «Лады», которая вернулась в высший дивизион. Часть сезона пропустила из-за травмы мениска. Сезон 2010 года провела в составе «Энергии» и стала серебряным призёром чемпионата России.
По состоянию на 2016 год жила и работала в Калининграде.

## Достижения
«Энергия»
- Чемпион России (2): 2002, 2003
- Серебряный призёр чемпионата России: 2010
- Бронзовый призёр чемпионата России: 2004
- Финалист Кубка России: 2003

«Лада»
- Серебряный призёр чемпионата России: 2005

СКА-Ростов-на-Дону
- Бронзовый призёр чемпионата России: 2008